# Warren Fenley
William Warren Fenley (Staten Island, Nueva York, 8 de febrero de 1922-Toms River, Nueva Jersey, 18 de enero de 2009) fue un jugador de baloncesto estadounidense que disputó una temporada en la BAA, además de jugar en la ABL. Con 1,91 metros de estatura, jugaba en la posición de alero.

## Trayectoria deportiva

### Universidad
Su etapa universitaria transcurrió con los Jaspers del Manhattan College, con los que disputó en 1943 el NIT. Fue el primer jugador de su universidad en llegar a jugar en la BAA o la NBA.

### Profesional
Comenzó su andadura profesional con los New York Gothams de la ABL en 1943, donde jugó una temporada en la que promedió 3,3 puntos por partido. enrolándose al año siguiente en el Cuerpo de Marines de los Estados Unidos durante la Segunda Guerra Mundial, permaneciendo dos años en el cuerpo.
Tras regresar a su país, fichó por los Boston Celtics de la recién creada BAA, donde jugó una temporada en la que promedió 2,6 puntos por partido.
Al ser cortado, regresó a la ABL, jugando tres temporadas más, siendo la mejor la de 1948, cuando promedió 6,0 puntos por partido.

## Estadísticas de su carrera en la NBA

### Temporada regular
| Temporada | Edad | Equipo         | Liga | P  | TIT | MIN | TC  | TCA | %TC  | 3P | 3PA | %3P | TL  | TLA | %TL  | R.OF. | R.DEF. | REB | ASIS | ROB | TAP | PER | FP  | PTS |
| 1946-47   | 24   | Boston Celtics | BAA  | 33 |     |     | 0.9 | 4.2 | .225 |    |     |     | 0.7 | 1.4 | .511 |       |        |     | 0.5  |     |     |     | 1.8 | 2.6 |
| Total     |      |                | BAA  | 33 |     |     | 0.9 | 4.2 | .225 |    |     |     | 0.7 | 1.4 | .511 |       |        |     | 0.5  |     |     |     | 1.8 | 2.6 |